# 王权 (五代)
王权（864年—941年），字秀山，太原人。出身太原王氏官宦世家。
唐朝末年举进士，解褐授秘书省校书郎、集贤校理，历任左拾遗、右补阙。后梁时官至侍御史、知制诰、翰林学士、御史中丞。唐庄宗李存勗平梁，以例出王权为随州司马，之后转任许州。后入为右庶子，历任户部侍郎、兵部侍郎、吏部侍郎、尚书左丞、礼部尚书判铨。清泰年间，权知贡举，改任户部尚书。后晋建立，拜兵部尚书。晋高祖石敬瑭认契丹皇帝耶律德光为父，王权出使契丹，他不愿向契丹称臣称子，说：“我虽不才，岂能低头拜于穹庐？”于是拒绝不行。因之获罪停职。次年去世。

## 延伸阅读
[在维基数据编辑]
 《新五代史·卷56》，出自歐陽修《新五代史》